# Harald Christian Strand Nilsen
Harald Christian Strand Nilsen, född den 7 maj 1971 i Gjøvik, Norge, är en norsk utförsåkare.
Han tog OS-brons i herrarnas superkombination i samband med de olympiska utförstävlingarna 1994 i Lillehammer.